# CA Tigre
Club Atlético Tigre je argentinský fotbalový klub sídlící na předměstí Victoria v Buenos Aires založený roku 1902. Klubové barvy jsou modrá a červená. V sezóně 2022 je účastníkem nejvyšší argentinské soutěže Primera División.

## Historie
Klub byl založen 3. srpna 1902 v Tigre. V Primera División debutoval v roce 1915, zápas proti Argentino de Quilmes prohrál 1:3 a soutěž zakončil na 18. místě (z pětadvaceti).
Tým setrval v Primera División po celou amatérskou éru. Když se fotbal profesionalizoval, mnoho týmů sestoupilo, ale Tigre v nejvyšší soutěži pokračoval. První profesionální zápas sehrál 31. května 1931 na stadionu Viejo Gasómetro proti San Lorenzu.

## Hráči
Pozn.: Vlajky znamenají příslušnost k národnímu týmu, jak ji definují pravidla FIFA. Obecně mohou hráči mít i více občanství souběžně.
| Číslo |           | Pozice | Hráč                   |
| ----- | --------- | ------ | ---------------------- |
| 1     | Argentina | B      | Manuel Roffo           |
| 23    | Argentina | B      | Gonzalo Marinelli      |
| 17    | Argentina | O      | Lucas Blondel          |
| 36    | Argentina | O      | Víctor Cabrera         |
| 19    | Argentina | O      | Nicolás Demartini      |
| 6     | Argentina | O      | Abel Luciatti          |
| 20    | Argentina | O      | Sebastián Prieto       |
| 2     | Argentina | O      | Oscar Salomón          |
| 14    | Argentina | O      | Diego Sosa             |
| 16    | Argentina | Z      | Alexis Castro          |
| 42    | Argentina | Z      | Ignacio Fernández      |
| 8     | Argentina | Z      | Martín Galmarini       |
| 10    | Argentina | Z      | Lucas Menossi          |
| 22    | Argentina | Z      | Agustín Obando         |
| 55    | Argentina | Z      | Sebastián Prediger (C) |

| Číslo |           | Pozice | Hráč            |
| ----- | --------- | ------ | --------------- |
| 27    | Argentina | Z      | Cristian Zabala |
| 18    | Paraguay  | Ú      | Blas Armoa      |
| 11    | Argentina | Ú      | Facundo Colidio |
| 7     | Argentina | Ú      | Pablo Magnín    |
| 9     | Argentina | Ú      | Ijiel Protti    |
| 32    | Argentina | Ú      | Mateo Retegui   |
| 29    | Argentina | Ú      | Gonzalo Flores  |

Soupiska je aktuální k 10. únoru 2022.

## Techničtí sponzoři
- Chronologický seznam technických sponzorů klubu

| Stát      | Značka  | Období    |           |         |           |         |                |           |
| --------- | ------- | --------- | --------- | ------- | --------- | ------- | -------------- | --------- |
| Argentina | Olimpia | 1978-1980 |           |         |           |         |                |           |
| Německo   | Adidas  | 1981-1996 |           |         |           |         |                |           |
| Německo   | Adidas  | 1981-1996 | Brazílie  | Penalty | 1996-1997 |         |                |           |
| Německo   | Adidas  | 1981-1996 | Brazílie  | Penalty | 1996-1997 | Francie | Le coq sportif | 1997-2002 |
| Německo   | Adidas  | 1981-1996 | Argentina | EZ      | 2002-2003 | Francie | Le coq sportif | 1997-2002 |
| Německo   | Adidas  | 1981-1996 | Brazílie  | Topper  | 2003-2008 | Francie | Le coq sportif | 1997-2002 |
| Německo   | Adidas  | 1981-1996 | Itálie    | Diadora | 2008-2010 | Francie | Le coq sportif | 1997-2002 |
| Německo   | Adidas  | 1981-1996 | Itálie    | Kappa   | 2010-2017 |         |                |           |
| Španělsko | Joma    | 2017-2021 |           |         |           |         |                |           |
| Itálie    | Kappa   | 2021-     |           |         |           |         |                |           |

## Statistiky

### Nejvíc vstřelených gólů za klub
| Hráč            | Góly | Období                                     |
| --------------- | ---- | ------------------------------------------ |
| Juan Marvezy    | 116  | 1937-1941, 1943                            |
| Carlos Luna     | 112  | 2004-2005, 2008-2010, 2011-2012, 2014-2021 |
| Edgardo Paruzzo | 105  | 1980-1981, 1982-1989                       |

### Nejvíc odehraných zápasů za klub
| Hráč             | Zápasy | Období                          |
| ---------------- | ------ | ------------------------------- |
| Martín Galmarini | 387    | 2002-2008, 2010-2013, 2014-2021 |
| Pedro Pellegata  | 362    | 1969-1980                       |
| Adolfo Heisinger | 346    | 1914-1929                       |

### Nejvíce odehraných sezón v klubu
| Hráč             | Počet sezón | Období                          |
| ---------------- | ----------- | ------------------------------- |
| Juan Blengio     | 18          | 2000-2009, 2010-2012, 2014-2018 |
| Martín Galmarini | 17          | 2002-2008, 2010-2013, 2014-2021 |
| Adolfo Heisinger | 16          | 1914-1929                       |

### Hráči, kteří nenastoupili za jiný klub
- V tabulce jsou uvedeni hráči, kteří strávili celé své kariéry v CA Tigre a odehráli alespoň 200 zápasů

| Hráč             | Zápasy | Období    |
| ---------------- | ------ | --------- |
| Pedro Pellegata  | 362    | 1969-1980 |
| Adolfo Heisinger | 346    | 1914-1929 |
| Adrián Arana     | 206    | 1992-2000 |

### Cizinci v klubu
| Země      | Počet zástupců v historii klubu |
| --------- | ------------------------------- |
| Uruguay   | 47                              |
| Paraguay  | 12                              |
| Brazílie  | 7                               |
| Španělsko | 5                               |
| Itálie    | 5                               |
| Kolumbie  | 5                               |
| Chile     | 2                               |
| Francie   | 1                               |
| Řecko     | 1                               |
| Japonsko  | 1                               |
| USA       | 1                               |

## Trenéři
| Trenér               | Období                                             | Zápasy |
| -------------------- | -------------------------------------------------- | ------ |
| Alfredo Diotalevi    | 1944-1945                                          | 81     |
| Alfredo Obertello    | 1934-1935, 1937-1938, 1940-1941, 1943, 1949-1956   | 405    |
| Antonio Villamor     | 1968, 1969-1970, 1975-1976, 1979, 1983, 1988, 1997 | 143    |
| Caruso Lombardi      | 2003-2006, 2010, 2017                              | 176    |
| Diego Cagna          | 2006-2009, 2013                                    | 130    |
| Rodolfo Arruabarrena | 2011-2012                                          | 76     |
| Néstor Gorosito      | 2012-2013, 2019-2020                               | 89     |
| Diego Martinez       | 2020 -                                             | 55     |